# Roxboro
Roxboro è una città degli Stati Uniti d'America situata nella Carolina del Nord, nella Contea di Person, della quale è anche il capoluogo.